# 垂盆草
垂盆草（学名：Sedum sarmentosum）为景天科景天属的植物。

## 形态
多年生肉质草本，茎纤细，匍匐或倾斜，近地面部分容易生根。倒披针形至长圆形的叶子三片轮生。夏季开黄色小花，无柄，疏松的排列在顶端，呈两歧聚伞花序。

## 分布
分布于日本、朝鲜以及中国大陆的河北、甘肃、福建、陕西、山西、江西、浙江、贵州、河南、湖南、吉林、辽宁、江苏、湖北、四川、北京、山东、安徽等地，生长于海拔500米至1,600米的地区，常生长在山坡阳处以及石上，目前尚未由人工引种栽培。

## 别名
豆瓣菜、狗牙瓣、石头菜、佛甲草（秦岭植物志） 爬景天（北京植物志）卧茎景天（东北植物检索表） 火连草、豆瓣子菜、金钱挂、水马齿苋、野马齿苋（改订植物名汇） 匍行景天（经济植物手册） 狗牙草（湖北植物志）

## 异名
- Sedum sarmentosum Bunge var. silvestre Froed.

## 外部連結
- 垂盆草 Chuipencao（页面存档备份，存于） 藥用植物圖像資料庫 (香港浸會大學中醫藥學院) （中文）（英文）
- 垂盆草 中藥材圖像數據庫  (香港浸會大學中醫藥學院) （中文）（英文）